# مجلة فلسفة التربية
مجلة فلسفة التربية (بالإنجليزية: Journal of Philosophy of Education)‏ هي مجلة أكاديمية محكمة تصدر كل شهرين، تصدرها دار نشر جامعة أكسفورد نيابةً عن جمعية فلسفة التربية في بريطانيا العظمى. حتى يناير 2023، كانت المجلة تصدرها دار وايلي بلاكويل. تأسست المجلة عام 1967، وتنشر مقالات تتعلق بالتربية أو الممارسة التربوية من منظور فلسفي. تشمل المواضيع المحددة التي تناولتها المقالات السابقة السياسة، وفلسفة الجمال، ونظرية المعرفة، والمناهج الدراسية، والأخلاقيات، والجوانب التاريخية لما سبق.
وفقًا لتقارير الاستشهاد بالمجلات الأكاديمية، بلغ عامل تأثير المجلة 0.798 في عام 2018، مما وضعها في المرتبة 13 من أصل 34 مجلة في فئة "تاريخ العلوم الاجتماعية"، والمرتبة 201 من أصل 206 في فئة "التربية والبحث التربوي".

## وصلات خارجية
- الموقع الرسمي